# Argelliers
Argelliers é uma comuna francesa na região administrativa de Occitânia, no departamento de Hérault. Estende-se por uma área de 50,29 km². Em 2010 a comuna tinha 1 018 habitantes (densidade: 20,2 hab./km²).